# Pride of Rotterdam
Die Pride of Rotterdam (deutsch: „Stolz Rotterdams“) ist eine in den Niederlanden registrierte RoPax-Fähre für Passagiere und Güter, welche für P&O Ferries mit ihrem Schwesterschiff Pride of Hull die 378 km (204 Seemeilen) lange Verbindung Kingston upon Hull–Rotterdam bedient.

## Beschreibung
Die Pride of Rotterdam ist etwa 215,5 Meter lang, 31,9 Meter breit und hat einen maximalen Tiefgang von circa 6 Metern.
Sie wird von vier Wärtsilä-9L46C-Dieselmotoren mit einer Gesamtleistung von 37.800 kW angetrieben. Diese können sie auf 22 Knoten (etwa 41 km/h) Höchstgeschwindigkeit beschleunigen.
Die Pride of Rotterdam kann bis zu 1.360 Passagiere befördern. Sie besitzt 3.300 laufende Lademeter und kann 250 Pkw und höchstens 400 Lkw-Auflieger laden. Autos und Motorräder befahren das Schiff über eine seitliche Rampe und werden vom Güterbereich getrennt verstaut. Lkw und Container gelangen über das Heck in einen separaten Ladebereich.

## Geschichte

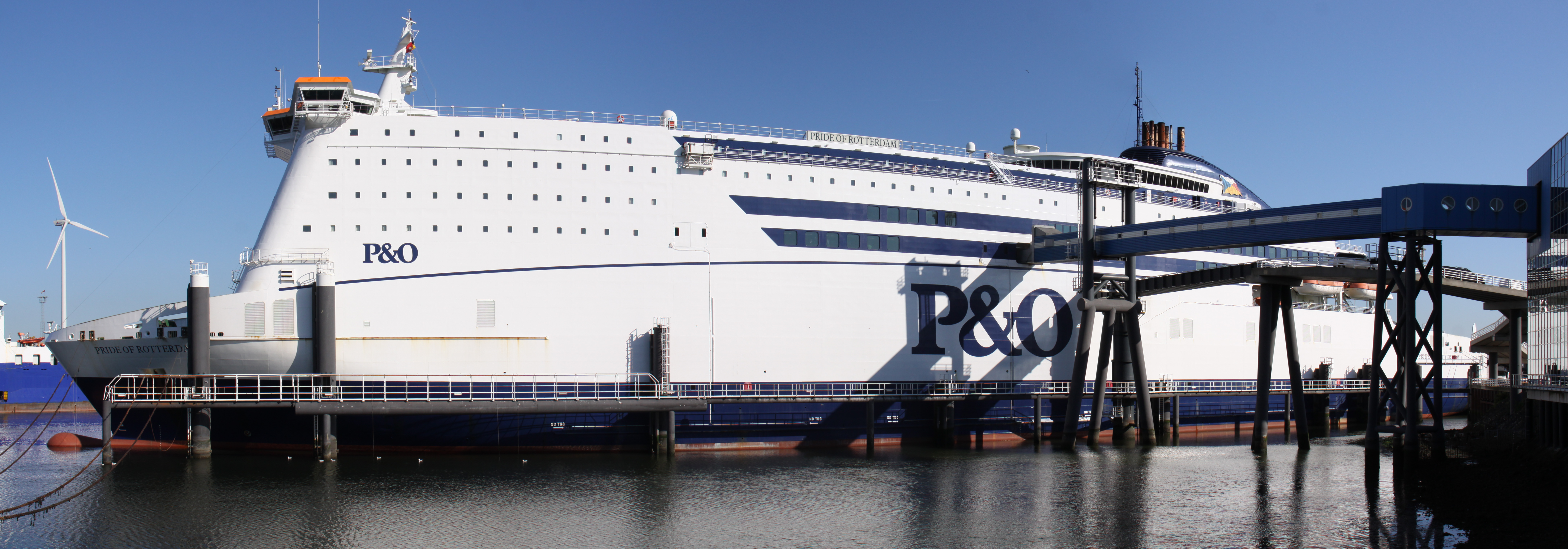
Die Pride of Rotterdam im Hafen von Rotterdam (2009)

Die Kiellegung des unter der Baunummer 6065 gebauten Schiffes fand am 1. März 1999 statt. Ursprünglich sollte sie Pride of Hull heißen, der Name wurde aber noch vor dem Stapellauf am 29. September 2000 in Pride of Rotterdam geändert. Die Pride of Rotterdam wurde am 12. April 2001 in Venedig, Italien, an die Reederei P&O North Sea Ferries übergeben. Sie wurde am 27. April 2001 von Königin Beatrix der Niederlande getauft und trat am 30. April 2001 ihren Dienst auf der Strecke Rotterdam–Kingston upon Hull an.
Der Eigner der Pride of Rotterdam ist Hampton Shipping, verwaltet und betrieben wird sie durch P&O North Sea Ferries. Der Heimathafen des Schiffes mit dem Rufzeichen PBAJ ist Rotterdam. Klassifiziert ist es durch Lloyd’s Register of Shipping. Das Schiff besitzt eine Bruttovermessung von 59.925 BRZ.
Da die Pride of Rotterdam und ihre Schwester Pride of Hull zu breit für eine Passage der Schleuse im Hafen von Hull sind, wurde durch Associated British Ports ein neues Terminal nur für diese zwei Fähren am Humber gebaut. Der Bau des P&O-Fährterminals kostete etwa 14,3 Mio. Euro.
Am 21. November 2005 spielte bei der Überfahrt von Rotterdam nach Hull die niederländische Band BZN zu Ehren des 40. Jubiläums der Fährverbindung Hulls mit Rotterdam im Showprogramm auf der Pride of Rotterdam. Auf der Rückfahrt einen Tag später trat die Gruppe ebenfalls auf.
Am 3. Dezember 2008 ging ein Besatzungsmitglied vor der Ostküste Großbritanniens über Bord. Umfangreiche Such- und Rettungsmaßnahmen, unter anderem mit acht Motorrettungsbooten und Helikoptern der Royal-Air-Force-Basis Leconfield und des British Army-Militärflugplatzes Wattisham Airfield, brachten keinen Erfolg, wurden eingestellt und das Crewmitglied als verschollen erklärt.

## Trivia
Mit ihren Ausmaßen und Transportkapazitäten waren die Pride of Rotterdam und die baugleiche Pride of Hull von 2001 bis 2004 die größten RoRo-Fähren der Welt. Im Jahr 2004 fiel dieser Titel an die norwegische Color Fantasy.
In vielen Schiffsimulationsspielen, darunter „Schiff-Simulator 2008“ und „Schiff-Simulator Extrem“, ist es dem Spieler möglich, die Pride of Rotterdam in Regionen rund um die Welt zu steuern.